# Джеймс IV (Шотландия)
Джеймс IV Стюарт (на английски: James IV; на латински: Jakobus IV, Яков IV; на шотландски келтски: Séamus IV, Шеймъс IV, IPA:[ˈʃeɪməs]; * 17 март 1473; † 9 септември 1513) е крал на Шотландия от 1488 до 1513 г. Той е първият ренесансов монарх на шотландците и често е определят като най-успешният крал от династията Стюарт. Освен това Джеймс IV остава в историята като последния британски монарх, намерил смъртта си на бойното поле.

## Произход и възкачване на престола
Син е на крал Джеймс III и на датската принцеса Маргарет. През 1488 г. 15-годишният Джеймс оглавява бунта на недоволните барони от южната част на страната срещу управлението на баща си. Старият крал е убит от войските на сина си в битката при Саучибърн на 11 юни 1488 г., след което шотландският престол е зает от бунтовния син на краля, коронован на 24 юли в Скоун като крал под името Джеймс IV.

## Крал на Шотландия (1488 – 1513)

### Начало на управлението
След възцаряването на Джеймс IV всички висши постове в администрацията са заети от лидери на метежа срещу Джеймс III – предимно представители на клановете Хепбърн и Юм. Канцлер на страната става Колин Кемпбъл, първи граф Аргайл. Съсредоточаването на властта в ръцете на тесен олигархичен кръг аристократи в лицето на няколко клана предизвиква недоволството на другите участници в метежа срещу покойния крал от 1488 г., които не получават полагащите им се от това облаги. Поради това през 1489 г. избухва въстание начело с граф Ленъкс, което, въпреки че е потушено от кралските войски, предизвиква краха на олигархическото управление и допускането до властта на по-широк кръг от аристокрацията. През 1491 г. Джеймс IV се освобождава от опеката на магнатите, което поставя началото на нова система на кралската власт в страната, основаваща се на силна и авторитарна власт на монарха, който търси опора в широките слоеве на дворянството.

### Вътрешна политика
Установяването на силно централизирана кралска власт в Шотландия среща пречка в лицето на полунезависимите планински кланове в западната част на страната и на Хебридските острови. Джеймс IV, който по сведения на съвременници владее свободно келтски език и поощрява келтската култура, не след дълго започва последователна политика за ограничаване независимостта на келтските райони в страната. През 1493 г. последният лорд на Островите се отрича от властта си под натиска на Джеймс IV и предава на шотландския крал обширните владения на хебридската корона. Джеймс IV предприема няколко похода срещу келтските кланове на запад. В резултат келтските вождове полагат клетва за вярност към краля, построени са множество крепости за кралските гарнизони, непокорните лидери са екзекутирани, а на островите е изпратен шериф и кралски бирници, келтските вождове започнали да отговарят пред краля за престъпления, извършени от членове на техните кланове. Политиката на краля естествено среща съпротива от страна на някои местни келтски водачи. През 1499 – 1501 г. Джеймс IV поверява грижата за реда във високите части на Шотландия на графовете Аргайл и Хентли. От това се възползват някои келтски вождове, които през 1501 г. освобождават последния потомък на лордовете на Островите Доналд Дъф, който в последните 20 години е затворник на граф Аргайл. Бягството на Дъф бележи началото на мощно келтско въстание, обхванало Хебридите и северозападните части на страната. С цената на много усилия, кралската флота и артилерия успяват да унищожат главните пунктове на съпротива едва през 1504 г., но окончателен край на въстанието е сложен през 1506 г., след като Доналд Дъф отново е заловен. Потушаването на келтското въстание от 1501 – 1506 г. не решава окончателно келтския проблем. Вълненията сред келстките кланове продължават, а графовете Аргайл и Хентли започват да играят все по-важна роля в управлението на страната, на което се дължи временното отслабване на кралската власт в началото на 16 в.
Относно църковната политика в Шотландия, Джеймс IV продължил усилията на предшествениците да освободят Шотландската църква от влиянието на Рим. През 1492 г. Джеймс IV фактически узурпира правото на папата да назначава църковните прелати и да се меси в делата на църквата в Шотландия. Така през 1492 г. по заповед на краля в Глазгоу е учредено ново архиепископство. По-малкият брат на краля – двадесетгодишният херцог на Рос, е назначен за архиепископ на Сейнт Андрюс, а след неговата смърт за архиепископ е назначен единадесетгодишният незаконен син на краля – Александър Стюарт. По този начин всички църковни катедри в Шотландия са подчинени на Джеймс IV, което от своя страна концентрира църковните приходи в ръцете на краля. Преходът на църковната власт в ръцете на краля както и разпространението на непотизма и симонията рязко намаляват престижа на Католическата църква в Шотландия.
При управлението на Джеймс IV броят на градовете и селата в Шотландия рязко се увеличава, което свидетелства за съживяване на вътрешната търговия. Въпреки това, търговията в кралството все още е на доста ниско равнище на развитие. Приходите на хазната от тази дейност едва достигат една трета от нивото си при управлението на Дейвид II. Усилията на кралската власт по това време са насочени към ограничаването на градското самоуправление – по това време налозите често се събират без съгласието на градското съсловие, а градовете са подчинени на единната кралска съдебна система.
За разлика от баща си, Джеймс IV активно се занимава с въпросите на правосъдието и реда в страната. Дисциплинирането на съдебната система, което предприема кралят, увеличава приходите от глобите, съдебните такси и откупуванията. Стабилизирането на финансите увеличава практиката на раздаване на кралска земя като наследствена аренда. Лъвският пай от приходите в хазната обаче се падал на църковните такси и плащания, поставени от Джеймс IV под държавен контрол.
В резултат на засилването на кралската власт в Шотландия при управлението на Джеймс IV парламентът на Шотландия започва да губи предишното си значение – неговото свикване вече не било редовно, а от 1509 г. той вече не бил свикван. Вместо парламента заседавал таен съвет при кралския двор. Именно сред близкото обкръжение на краля започнали да се формират основните насоки на вътрешната и външната политика. Джеймс IV активно раздава графски титли, с което си осигурява подкрепата на средното дворянство.

### Външна политика
В началото на управлението на Джеймс IV в отношенията между Англия и Шотландия, юридически намиращи се в състояние на примирие, се появява видимо напрежение – между двете страни съществува необявена пиратска война по море, а през 1492 г. Джеймс IV възобновява алианса с Франция. През 1496 г. Джеймс IV оказва подкрепа на претендента за английската корона Пъркин Уорбек, представящ се за спасения по чудо син на крал Едуард IV. Военните действия в подкрепа на Уорбек обаче не дават резултат. Това обаче не обезкуражава Джеймс IV. Невъзможността на Хенри VII да предприеме ответни мерки срещу шотландците създават у Джеймс IV опасна илюзия за силата на шотландското оръжие, което в края на управлението на Джеймс IV оказва пагубно влияние върху страната.
Решение на англо-шотландските противоречия за Джеймс IV е един династичен съюз между двете държави. Въобще въпросът за женитбата на краля се оказва централен проблем във външната политика на страната. Още през 1474 г. той бил сгоден за дъщерята на английския крал Едуард IV Сесили, но след войната от 1480 – 1482 годежът е развален. През 1492 кралят се опитва да спечели ръката на кастилската инфанта, срещу което предлага разтрогване на съюза с Франция. В края на 90-те години Джеймс IV прави опити да получи ръката на най-възрастната дъщеря на Хенри VII – Маргарет Тюдор. Преговорите по този въпрос завършват с подписания на 24 януари 1502 г. договор между двете кралства – първия подобен след 1328 г. Бракът между Джеймс IV и Маргарет Тюдор е сключен официално на 8 август 1503 г. в Единбург. 100 години по-късно този брак обезпечава правата на паравнука на Джеймс IV върху английската корона.
Потомък на датските крале по майчина линия, Джеймс IV поддържа съюз с Дания, а през 1502 г. праща шотландски флот в помощ на датския крал срещу въстаналите шведи. Дианстичният брак с Англия не влошава отношенията с Франция – през 1492 г. съюзът с нея е подновен, а през 1499 г. е формиран алианс между Франция, Шотландия и Дания.
През 1509 г. смъртта на Хенри VII и възцаряването на войнствения Хенри VIII влошава отношенията между Англия и Шотландия. Отношенията между Лондон и Единбург се обтягат допълнително и поради продължителната липса на мъжки наследник у Хенри VIII, което правило Маргарет потенциален наследник на английския престол след смъртта на брат ѝ. През 1512 г. между Франция и Шотландия е подписан договор, според който всяка от страните трябвало да обяви война на Англия в случай, че Англия нападне някоя от тях. Хенри VIII се присъединява към Свещената лига срещу Франция и през 1513 г. английските войски атакуват френското крайбрежие. В отговор Джеймс IV изпраща флота си в помощ на Франция и обявява обща мобилизация на шотландското опълчение. На 22 август 1513 г. шотландските войски пресичат английската граница и превземат редица крепости. На 9 септември 1513 г. обаче шотландските войски са напълно разбити от англичаните в битката при Флодън Филд, където намира смъртта си и крал Джеймс IV. След смъртта на краля короната на Шотландия е наследена от малолетния Джеймс V.

## Семейство
Крал Джеймс IV и Маргарет Тюдор имат шест деца:
- Джеймс (1507 – 1508)
- дъщеря (1508)
- Артър (1509 – 1510)
- Джеймс V (1512 – 1542)
- дъщеря (1512)
- Алекзандър Стюарт (1514 – 1515)